# فرهنگ هندوپارسی

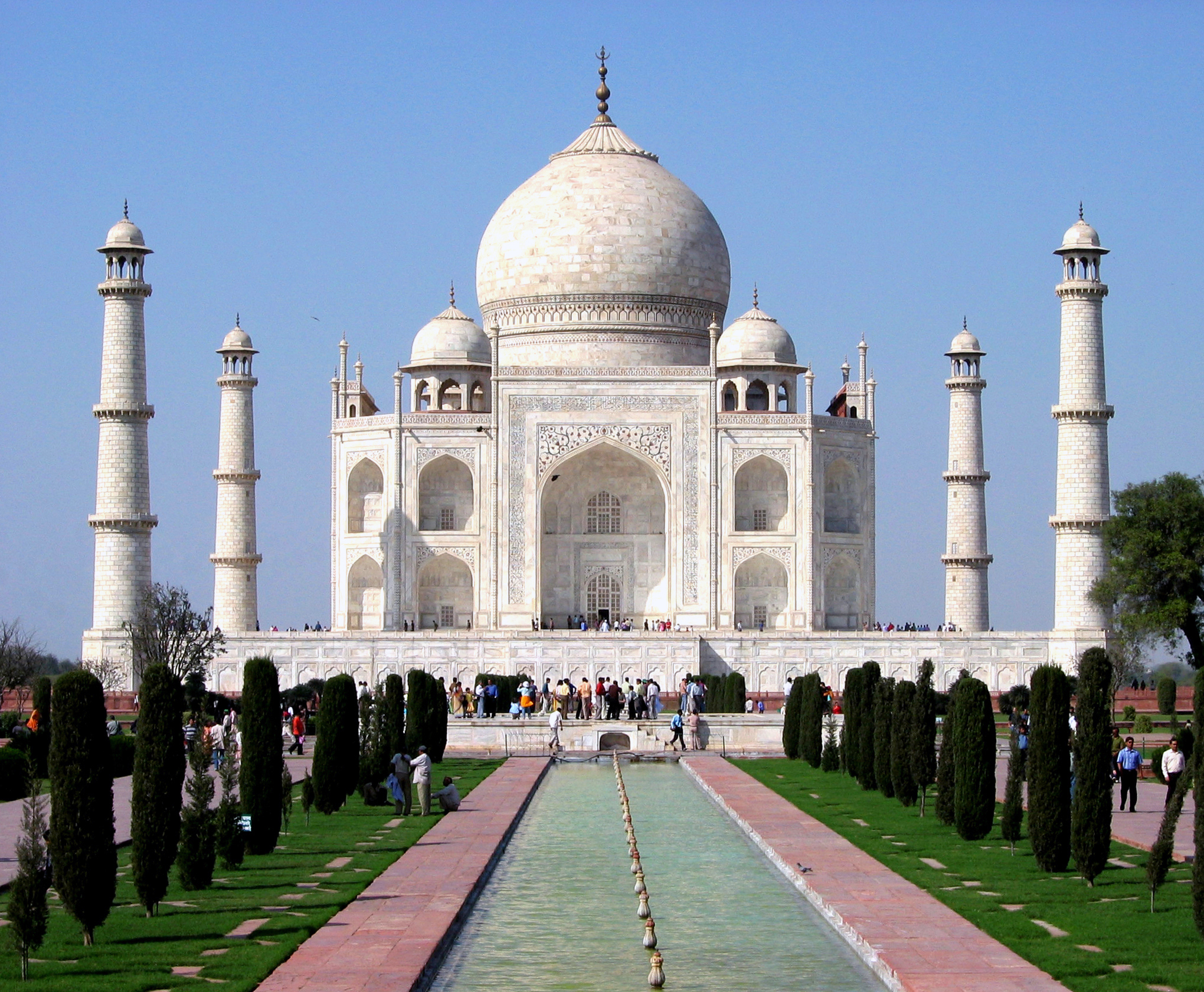
امپراتوری گورکانی تاج محل در آگره، اوتار پرادش عناصر فرهنگی و معماری ایرانی و هندی را متحد می‌کند. این یکی از معروف‌ترین نمونه‌های فرهنگ هند و پارس و همچنین نماد فرهنگ هند در نوع خود است.

فرهنگ هندوایرانی یا فرهنگ هندوپارسی اشاره به آن دسته از جنبه‌های فرهنگ فارسی/ایرانی است که ادغام یا جذب فرهنگ مردم شبه‌قارهٔ هند و به‌خصوص پاکستان امروزی شده‌است. بسیاری از نام‌های مردمان شبه قاره هند شامل هند، پاکستان و بنگلادش برگرفته شده از زبان پارسی یا نام‌های عربی راه یافته از زبان پارسی است. واژگان بسیاری از زبان پارسی در زبان‌های کشور هند، پاکستان، بنگلادش و به میزان کم تری در زبان برمه‌ای وجود دارد.

## زبان فارسی و معماری دو نماد اصلی
زبان فارسی و معماری دو نماد اصلی فرهنگ هندو ایران باستان است در درجه بعد عرفان و مذهب آمیخته در دوره گورکانیان یود. برای هفتصد سال پارسی (فارسی) زبان اداری و دربار هندوستان بود تا اینکه در سال ۱۸۳۶ میلادی چارلز تری ویلیان زبان انگلیسی را به جای زبان فارسی رسمیت داد.
نفوذ فارسی برای اولین بار در دوره معروف به «سلطنت» با سلطان دهلی از قرن ۱۳ میلادی و در قرن‌های ۱۶–۱۹ میلادی دومین امپراتوری گورکانی/تیموری افزایش یافت، آثار پراکنده‌ای نیز از نفوذ فارسی پیش از اسلام در شبه قاره وجود دارد. تاریخ پیوند ایران باستان و هند به هزاران سال پیش برمی گردد. تاریخ‌نگاران می‌نویسند که وقتی حدود ۱۱۰۰ تا ۱۵۰۰ سال پیش از میلاد، تیره‌های آریایی از درهٔ خیبر وارد سرزمین‌های ایران باستان و هند شدند، روابط فرهنگی و زبانیِ این دو کشور از آن روزگار آغاز گردید.
همانندی‌های فراوان میان زبان اوستا و سانسکریت هم نشانه دیگری از پیوند دیرینهٔ ایران باستان و شبه قاره دارد. در دوران اشکانیان (۲۲۶–۲۴۹ ق. م) این روابط رو به گسترش نهاد تا اینکه در زمان ساسانیان (۲۲۶ ق. م - ۶۵۲ م) با ترجمهٔ کتاب‌های مهم مانند «کلیله و دمنه» در عصر انوشیروان، پیوستگی‌های فرهنگی قوت گرفت.
فارسی‌زبان رسمی سلطان دهلی، امپراتوری گورکانی (مغول) و کشورهای جانشین خود، و همچنین زبان شعر و ادبیات بود. بسیاری از سلاطین و اشراف در دوره سلطنت ترک‌های آسیای مرکزی ذوب و جذب فرهنگ و زبان فارسی شدند. مغولان نیز از فارسی شده‌های آسیای مرکزی بودند، اما در اوایل ترکی جغتایی زبان اول ایشان بود. زبان فارسی‌زبان اول نخبگان شمال هند بود. مظفر علم، دانشمند مورخ تاریخ مغول و هند پیشنهاد نمود زبان فارسی‌زبان رسمی حکومت اکبر شود زیرا در شبه قاره هند با تمام تنوع زبانی و فرهنگی به زبانی مسلط تبدیل شده بود.
آرامگاه تاج محل در جهان سمبل عشق شناخته می‌شود. هند و فرهنگ فارسی کمک کرده‌است به تولید برخی از سنت‌های ترکیبی در شبه قاره که به تا امروز زنده مانده‌است که اثرش در زبان اردو و ادبیاتش قابل توجه است. علاوه بر این میراث فرهنگ هندوایرانی، در بسیاری از معماری معروف به مغولی یا تیموری دیده می‌شود. در درون لاهور، دهلی و آگرا، لترلی که تاج محل در جهان مشهور است. موسیقی کلاسیک هند نیز تا حد زیادی از جمله برخی از رقص و ابزار، مرهون فرهنگ پارسی است. از بسیاری جهات، جذب و جذب فرهنگ فارسی یا ایرانی در هند ممکن است به جذب تدریجی (در صورتی که گاهی اوقات مشکل ساز) از زبان‌های انگلیسی یا فرهنگ غربی که به‌طور کلی از زبان انگلیسی است که شاید قابل توجه‌ترین و بحث‌انگیز در داخل هر دو کشور هند در مقایسه با پاکستان امروز. نفوذ زبان فارسی به علاوه ممکن است در بخش قابل توجهی از کلمات وام جذب شده را به زبان‌های شمال و شمال غربی شبه قاره از جمله پنجابی دیده می‌شود.
در دوره غزنویان، لاهور و یوچه به عنوان مراکز ادبیات فارسی تأسیس شد. ابو فرج رونی و غمگین مسعود سلمان (درگذشت ۱۱۲۱)، دو اولین عمده شاعران هند و فارس در لاهور بود. اولین «بزرگ» هند و فارسی شاعران امیر خوسرو (مرگ ۱۳۲۵) از دهلی نو، که از آنجا که حضور نمادین در شبه قاره، در میان چیزهای دیگر، «پدر» ادبیات اردو به دست آمده بود.

## تصاویر

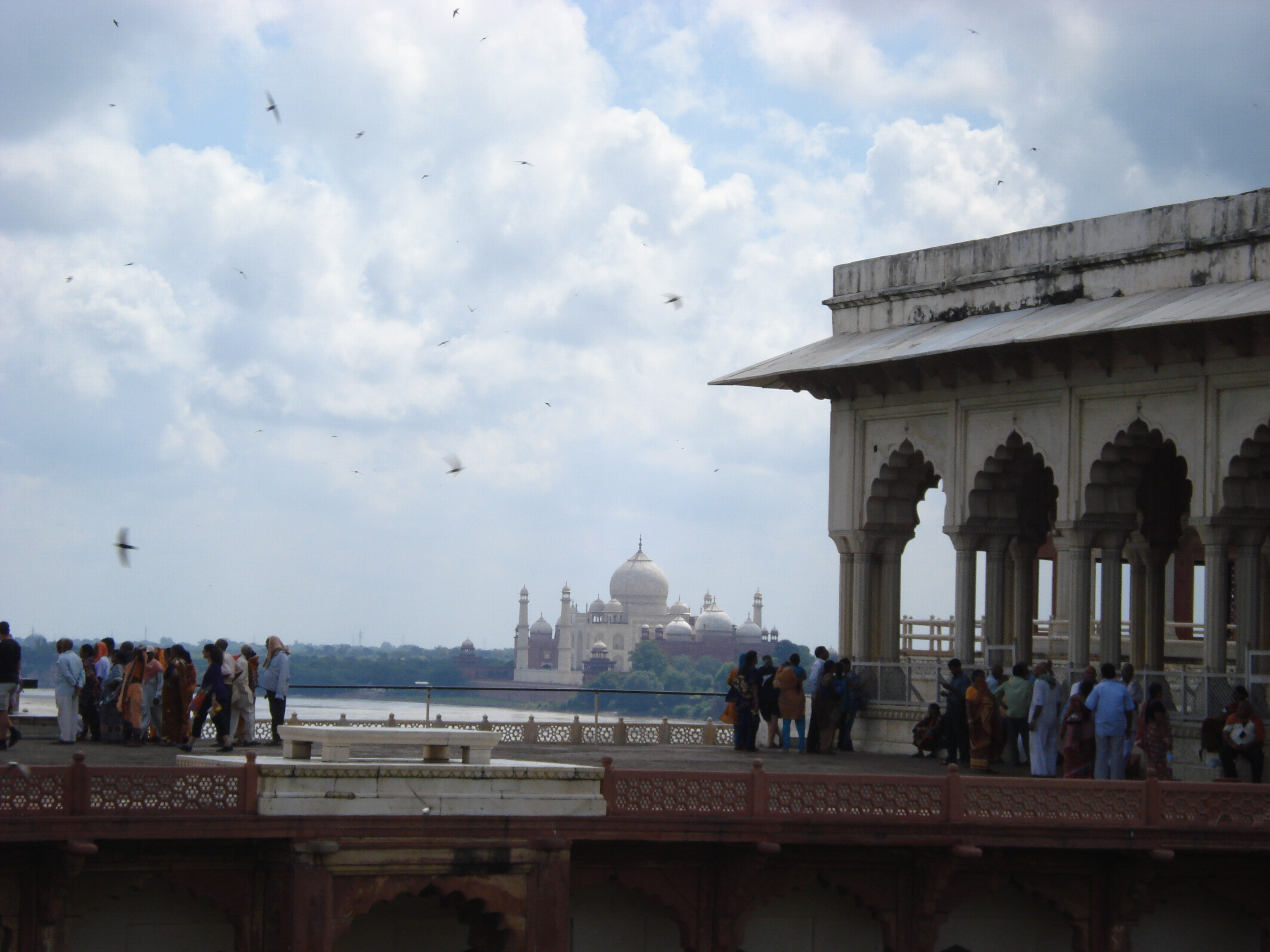
تاج محل - قلعه اگرا
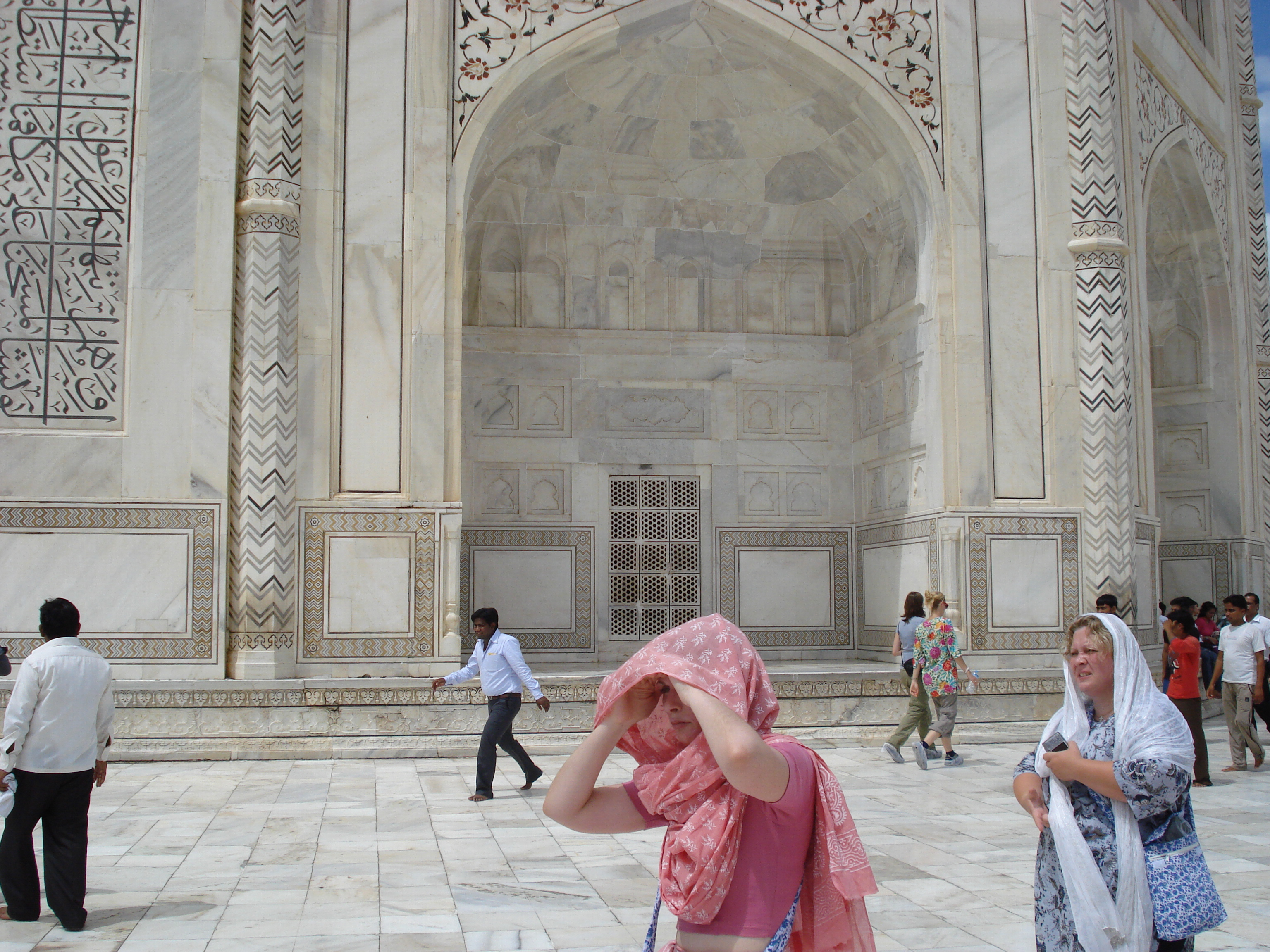
سنگ نوشته سبک فارسی
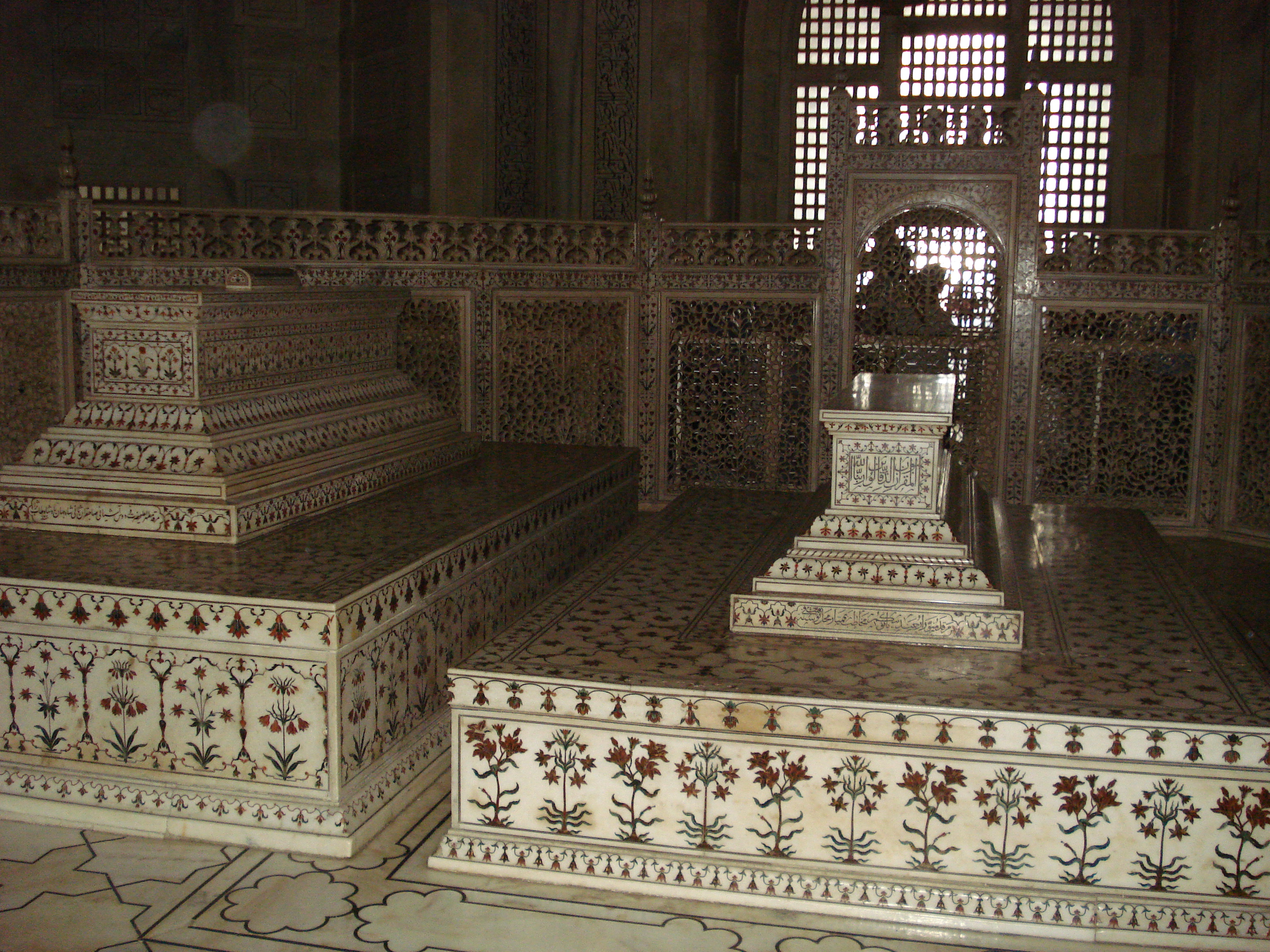
سنگ قبرارجمندبانو
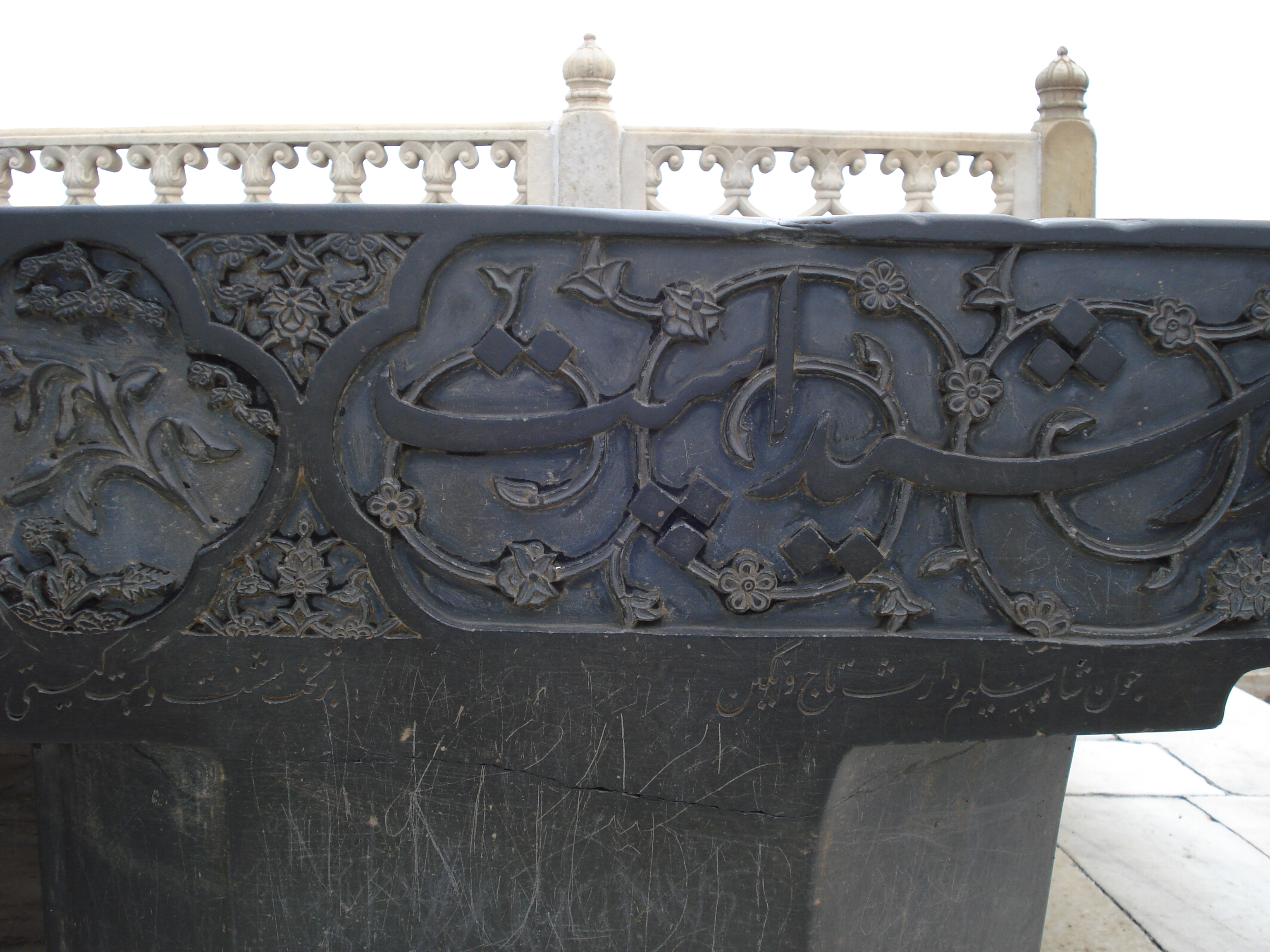
تختگاه سنگ سیاه عزاداری شاه جهان برای ارجمند بانو (تاج الدوله)
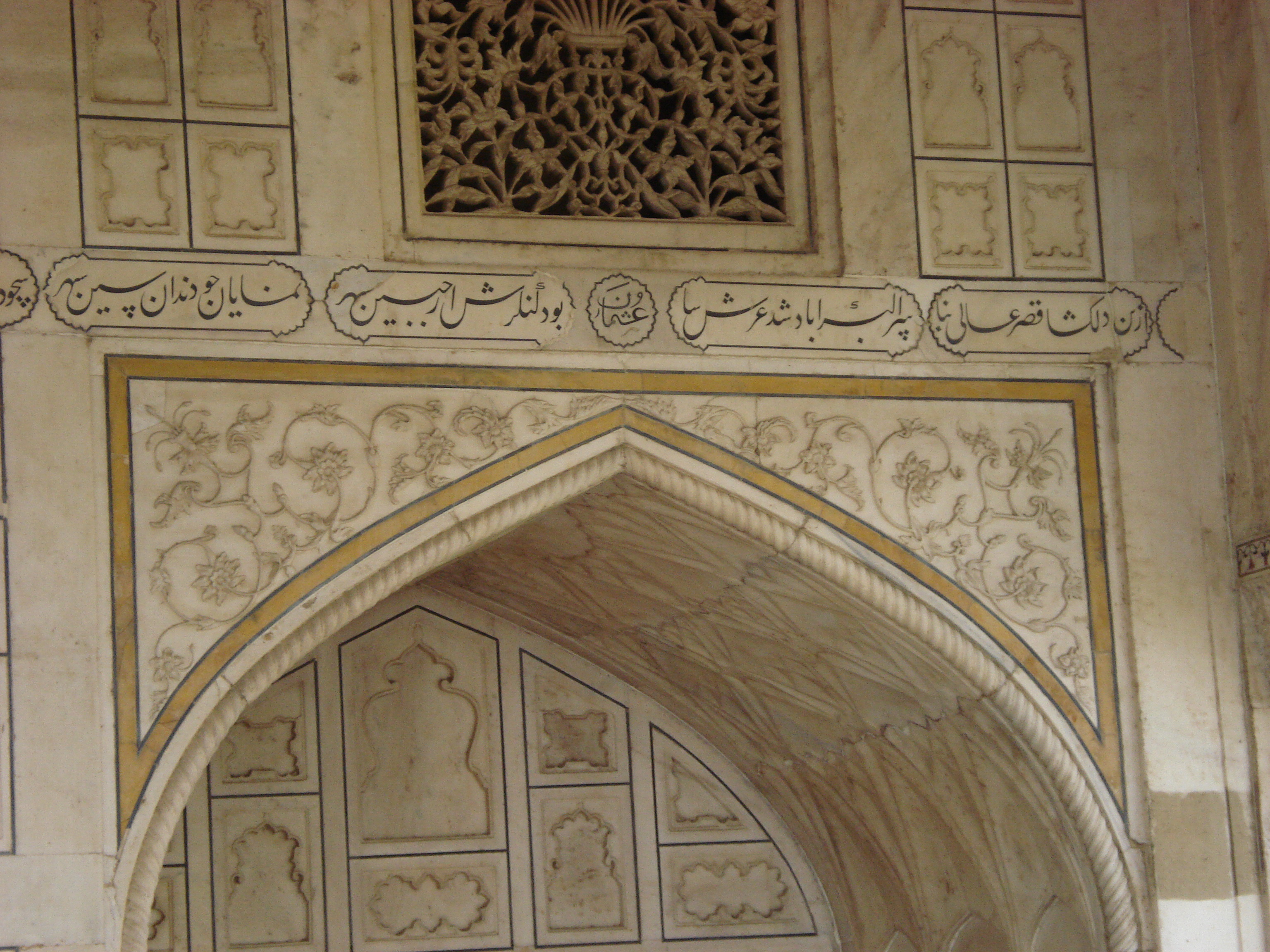
اشعار فارسی
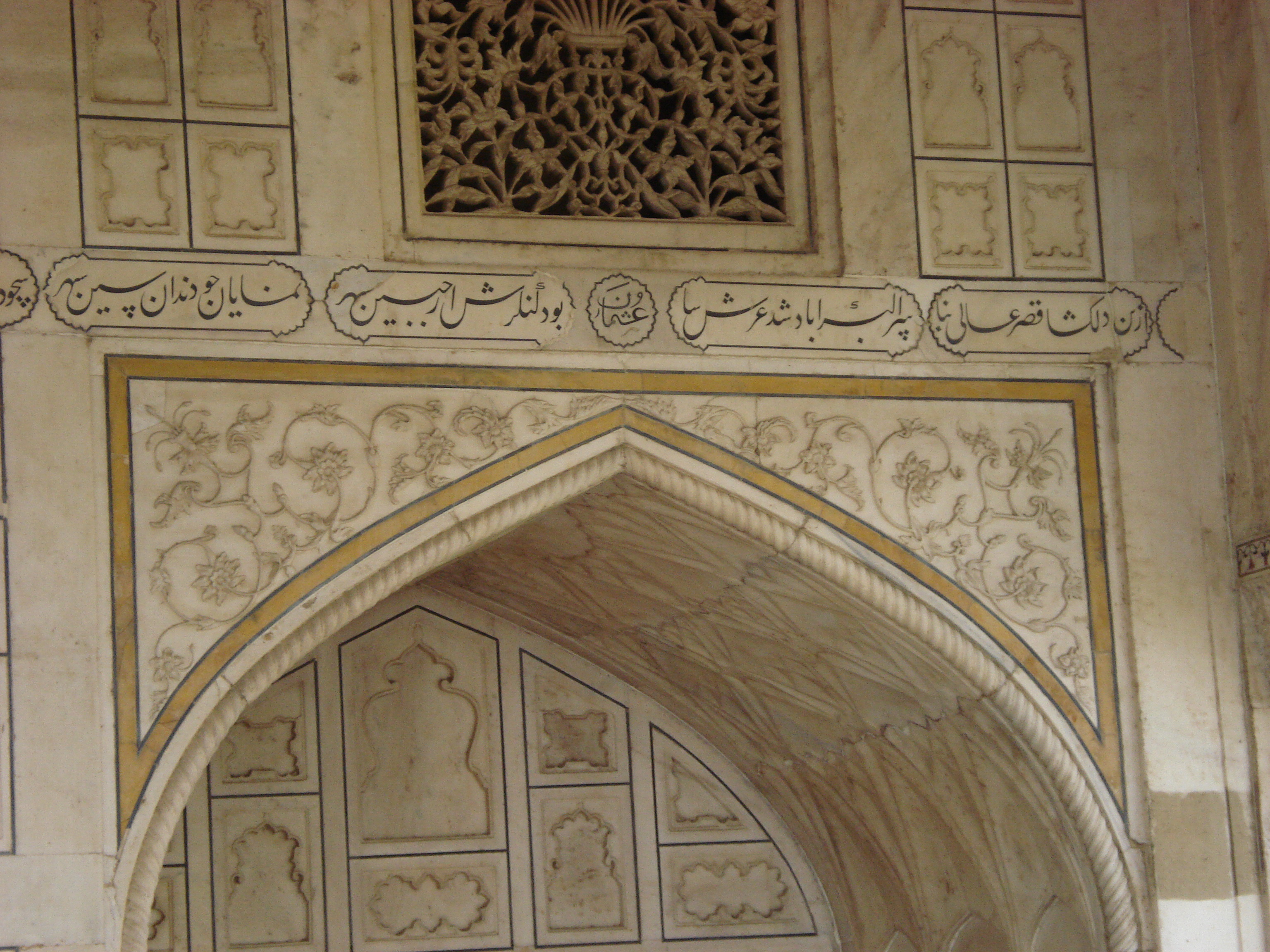
takht sha jahan
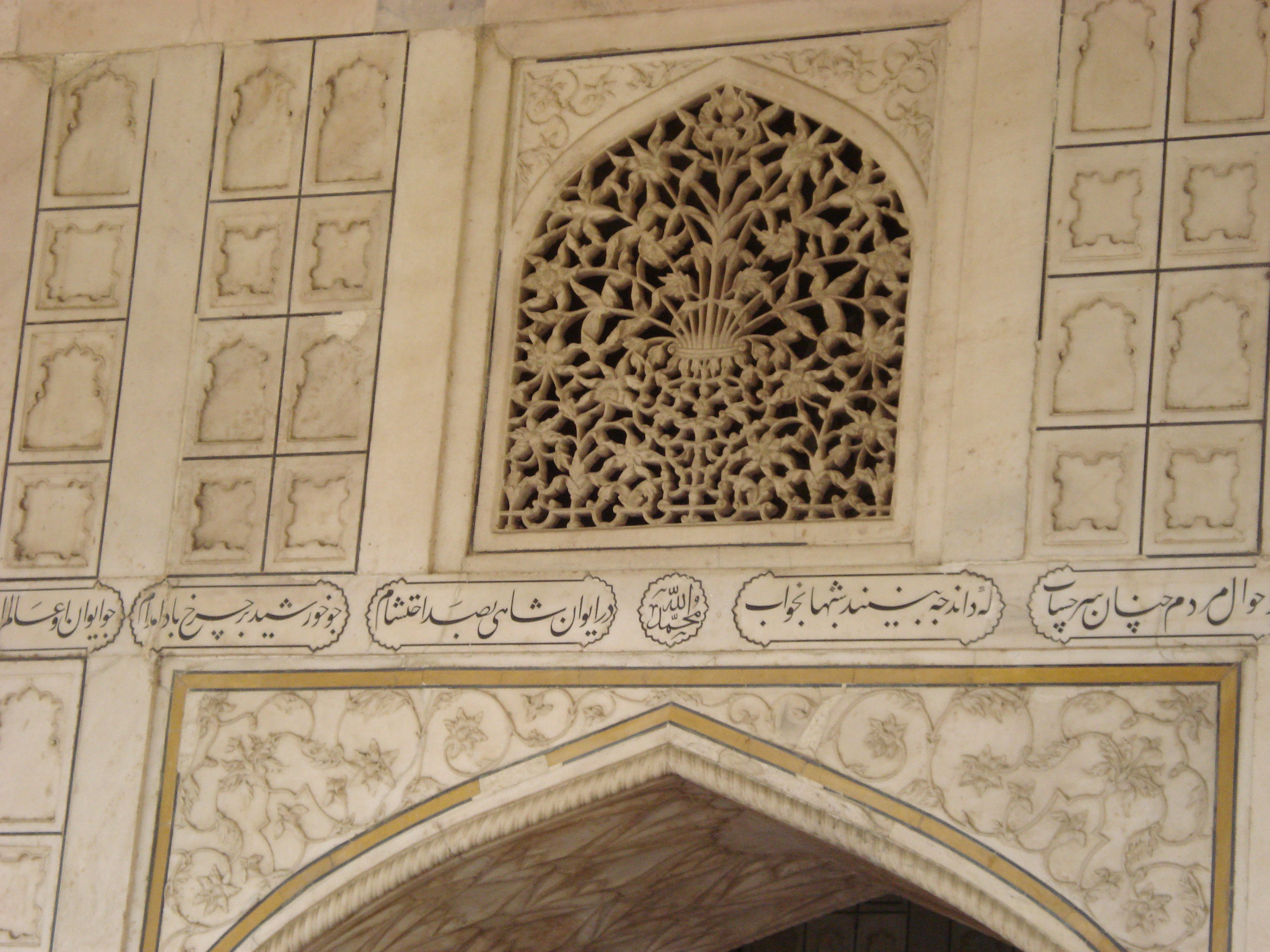
اشعار فارسی

## بیشتر
- Multiple authors (2004). "India". [[دانشنامه ایرانیکا|Encyclopædia Iranica]]. {{cite encyclopedia}}: URL–wikilink conflict (help) (series of entries that cover Indian history and its relations with Iran)
- Cole, Juan R.I. "Iranian Culture and South Asia، 1500-1900". in: Keddie, Nikki; Matthee, Rudolph P. (ed.). (2002). Iran and the Surrounding World: Interactions in Culture and Cultural Politics. University of Washington Press. ISBN 0-295-98206-3. pp. 15–35.
- Kirmani, Waris. Dreams Forgotten: An Anthology of Indo-Persian Poetry. (Aligarh، ۱۹۸۴)
- Nabi Hadi. Dictionary of Indo-Persian Literature. (New Delhi، ۱۹۹۵)
- Chopra, R.M. Indo-Iranian Cultural Relations Through The Ages. Iran Society، ۲۰۰۵.
- سمینار بین‌المللی بررسی تأثیر نفوذ متقابل فرهنگ ایرانی و هندی از دوره ساسانی تا سلجوقی